# 河洛道
河洛道，中华民国初期设置的道，属于河南省。
1913年改清朝的河陕汝道设豫西道，治所在陕县，为简缺，三等。民国三年（1914年）11月，改为河洛道，治所在洛阳县，繁缺，二等。1928年废除。1915年时，下辖19县：
1. 洛阳县
2. 偃师县
3. 巩县
4. 孟津县
5. 宜阳县
6. 登封县
7. 洛宁县
8. 新安县
9. 渑池县
10. 嵩县
11. 陕县
12. 灵宝县
13. 阌乡县
14. 卢氏县
15. 临汝县
16. 鲁山县
17. 郏县
18. 宝丰县
19. 伊阳县